# Садовый (Светлоярский район)
Садовый — посёлок в Светлоярском районе Волгоградской области, в составе Светлоярского городского поселения.

## География
Посёлок расположен в пределах Прикаспийской низменности на правом берегу Волги (на берегу затона Татьянка), от основного русла которой отделён полуостровом Голодный, на границе с Красноармейским районом города Волгограда. Вдоль берега Волги тянется обрыв. Посёлок расположен на высоте около 13 метров над уровнем моря.
Географическое положение
По автомобильным дорогам общего пользования расстояние до рабочего посёлка Светлый Яр — 11 км, до центра Волгограда — 46 км.

## История
Дата основания не установлена. В 1966 году — в составе Светлоярского поссовета Светлоярского района Волгоградской области. В том же году передан в состав Больше-Чапурниковского сельсовета. В 1976 году возвращён в состав Светлоярского поссовета.
В 1986 году было принято решение № 12/244 «О переносе поселка Садовый из санитарно-защитной зоны Волгоградского завода технического углерода». В настоящее время большая жителей переселена.

## Население
Динамика численности населения по годам:
| 1987 | 1999 | 2002 | 2010. |
| ---- | ---- | ---- | ----- |
| ≈680 | ≈480 | 50   | 53    |

## Инфраструктура
Развитое сельское хозяйство. Личное подсобное хозяйство.

## Транспорт
К посёлку имеется 3-км подъезд от федеральной автодороги «Каспий».